# 小野信一
小野 信一（おの しんいち、1932年（昭和7年）4月26日 - 2017年（平成29年）1月6日）は、日本の政治家。
衆議院議員（4期）、釜石市長（1期）を歴任。息子は釜石市長の小野共。

## 経歴
岩手県上閉伊郡釜石町（現・釜石市）出身。1956年成城大学経済学部卒業。1959年釜石市議会議員に当選し、4期務める。1962年より岩手県青年団体協議会会長、1975年より釜石米雑穀協組理事長を歴任。
1979年の第35回衆議院議員総選挙にて日本社会党公認で初当選。1980年に再選され1983年に落選、1986年に国政復帰し1990年に再選、1993年に再び落選する。
社会党県本部長在職中の1995年春、岩手県知事選挙に出馬するも増田寛也に敗れる。1999年釜石市長選挙で元市議会議員の大久保隆規らを破り、2003年に任期満了で退任。同年旭日中綬章受章。
2017年1月6日、誤嚥性肺炎のため死去。84歳没。叙従四位。